# Jan Černý (student)
Jan Černý (20. listopadu 1914 Žamberk – 17. listopadu 1939 Praha) byl český student a studentský funkcionář popravený 17. listopadu 1939.

## Život
Jan Černý studoval od roku 1933 medicínu na Univerzitě Karlově v Praze. Již od studentských let se politicky angažoval, nejprve v řadách agrárníků, poté byl členem Vlajky. V letech 1937 až 1939 byl předsedou Spolku československých mediků. Po Mnichovu 1938 vystupoval proti levicově zaměřeným vedoucím představitelům Ústředního svazu československého studentstva a byl zodpovědný za rozmnožování a distribuci letáků, jež v té době v Praze vydávala Mládež Vlajky. V únoru 1939 byl ze své funkce ve Spolku česko-slovenských mediků odvolán. Den po Opletalově pohřbu důrazně intervenoval za propuštění českých studentů, kteří byli během nepokojů po pohřbu zadrženi německou policií. V noci z 16. na 17. listopadu 1939 byl zatčen gestapem a 17. listopadu bez soudu popraven v ruzyňských kasárnách. In memoriam mu byl udělen titul MUDr.

## Vyznamenání
- 1945 -  Československý válečný kříž 1939
- 2020 -  Medaile Za hrdinství in memoriam (2022)

## Fotogalerie

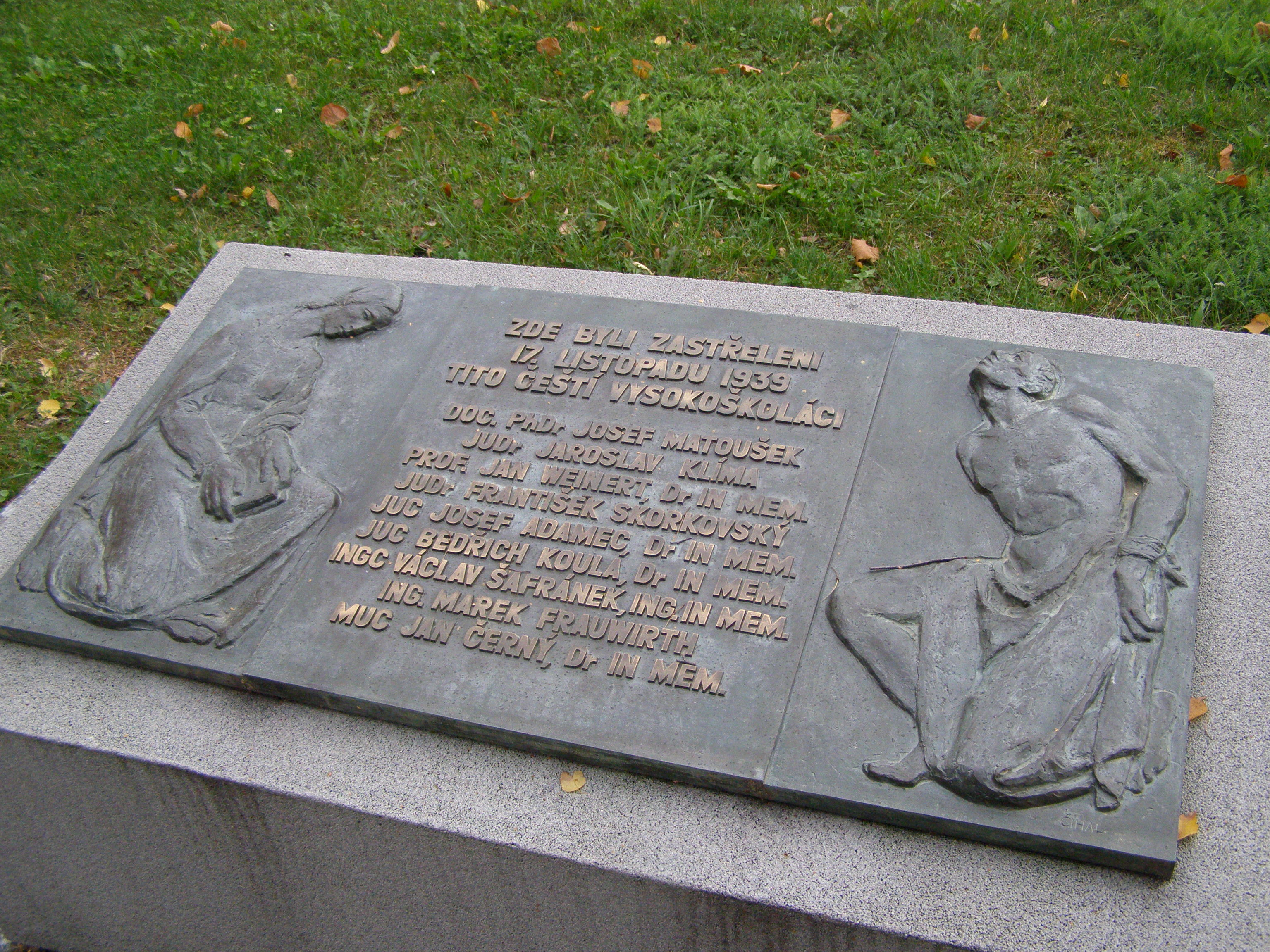
Připomínka popravy devíti hlavních představitelů studentského hnutí dne 17. listopadu 1939 na památníku v kasárnách 17. listopadu v Praze Ruzyni
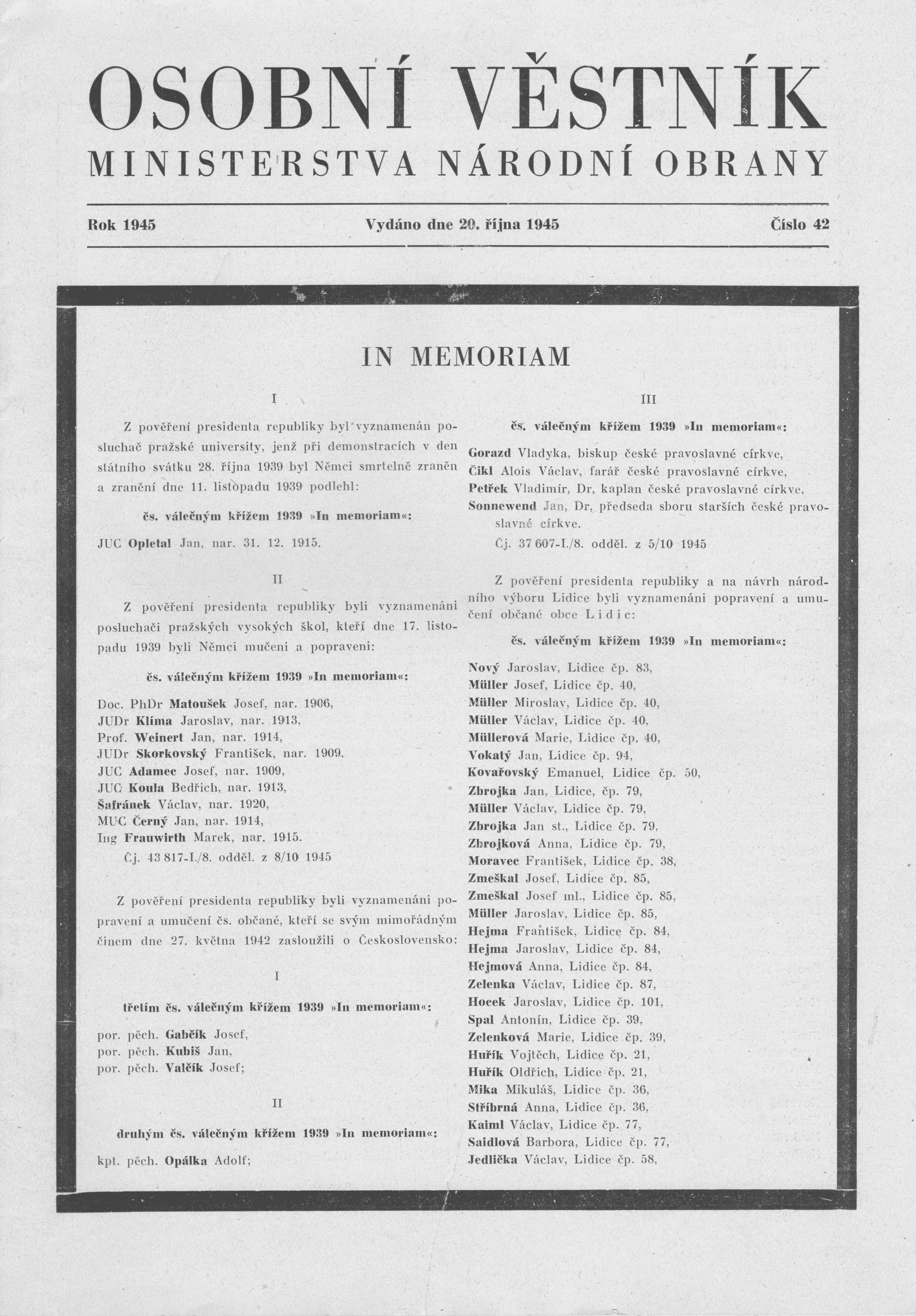
Osobní věstník MNO číslo 42 ze dne 20. října 1945 - titulní strana: udělení Československého válečného kříže 1939-1945